# فرانک مورگان
فرانک مورگان (انگلیسی: Frank Morgan؛ زاده ۱ ژوئن ۱۸۹۰ – درگذشته ۱۸ سپتامبر ۱۹۴۹) یک هنرپیشه اهل ایالات متحده آمریکا بود.
از فیلم‌ها یا برنامه‌های تلویزیونی که وی در آن نقش داشته‌است می‌توان به دمدمی مزاج، شجاعت لسی و جادوگر شهر آز اشاره کرد.